# 安大略409號省道
安大略409號省道（英語：Ontario Highway 409），正式名稱為國王409號公路（King's Highway 409），是加拿大安大略省一條東西向400系列高速公路，東端在多倫多市的怡陶碧谷區與401號公路交匯，西端則連接多倫多皮爾遜國際機場，中途與427號公路交匯。由於401號和427號公路之間的交匯處不設交流道連接401號公路西行線往427號公路北行線，從前者通往後者的車流亦需取道409號公路。
409號公路早期稱為貝爾菲爾德快速公路（Belfield Expressway），名稱來自走線大致與其平行的貝爾菲爾德道。

## 走線

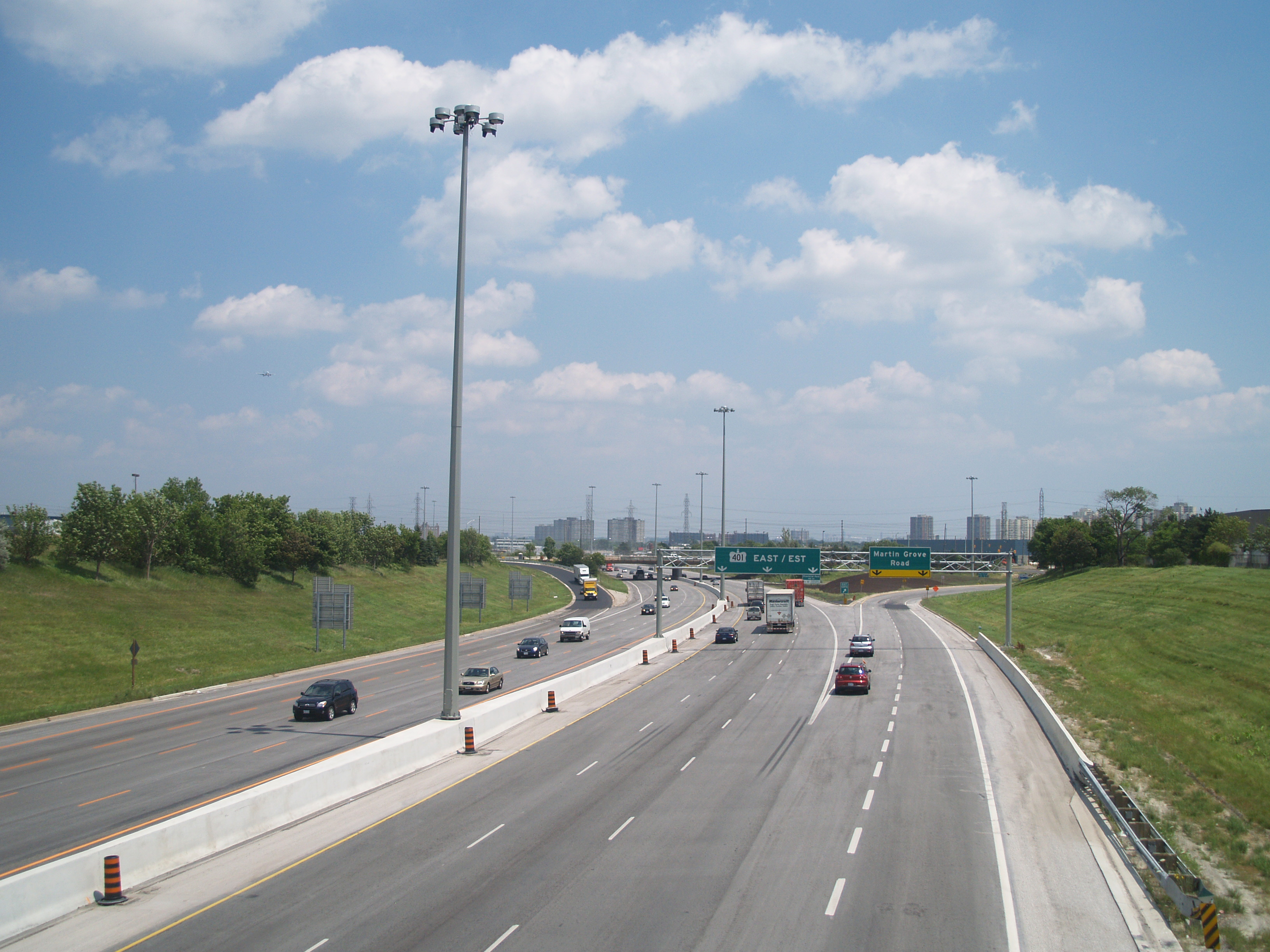
409號公路東望，遠處為馬田果園道交匯處

從皮爾遜機場1號和3號客運大樓起對外伸延的支路穿過機場道（Airport Road）底部，在此匯集而成409號公路。從此處起至427號公路的路段主要呈南北走向，由大多倫多機場管理局維護，時速限制為每小時60（37英里）。409號公路與427號公路交匯後，改呈東西走向並改屬安大略省運輸廳，跨越卡靈圍徑（Carlingview Drive）後走線下降至一條溝道中，從底部穿過27號公路、兩條鐵路支線和鐵街（Iron Street）後返回地面。
409號公路先後與馬田果園道（Martin Grove Road）和基柏齡大道（Kipling Avenue）交匯後達致其東端終點，而401號公路東行方向的行車線亦在此交匯處以西分隔成長途線（express lanes）和短途線（collector lanes）。409號公路的東行線跨越401號公路後，左側行車線匯入401號公路的長途線，右側行車線則匯入401號公路的短途線；而409號公路的西行線則從401號公路的西行短途線分支而成。

## 歷史
省政府於1965年向當時的密西沙加鎮議會提交409號公路走線規劃，當中包括三個走線選項。在省政府首選的走線中，公路從401號公路分支後往西伸延，與427號公路交匯後則往西北經馬爾頓區（Malton）伸延至賓頓。另外兩項建議中，其中一項從外圍繞過馬爾頓，餘下一項則在機場之下興建隧道。省政府提出的馬爾頓走線涉及在該區的中心地帶徵地來興建公路，受影響的包括50座民居、一間學校和兩個公園。馬爾頓鎮的居民強烈反對項目，並要求當局採用另一條走線。到1968年12月，當局同意將馬爾頓區内的公路走線以高架形式興建。
與此同時，大多倫多市内反對興建高速公路的呼聲亦漸高，逼使大多市政府於1970年代初取消興建其擬建高速公路網絡中的餘下大部分路段。此舉促使省政府修改409號公路的計劃走線，公路與427號公路交匯後改往西南伸延至皮爾遜機場，完全避開馬爾頓區的中心地帶。
在新走線落實之前，當局率先興建一條行車天橋連接貝爾菲爾德道至401號公路東行線；天橋於1968年10月7日開通。當局於1972年4月申請徵取走線沿途的土地，並於同年年底展開項目工程。介乎鐵街以西至卡靈圍徑之間路段的橋樑結構、去水道和走線平整工程於1974年完成，鐵街以東的同類工程則於翌年完成。介乎卡靈圍徑至401號公路之間的鋪路工程合約則於1975年批出，而該路段亦率先於1976年通車。當局於同年批出427號公路交匯處部分結構及連接409號公路至機場道路系統的工程合約，而409號公路全線則於1978年8月25日正式開通。

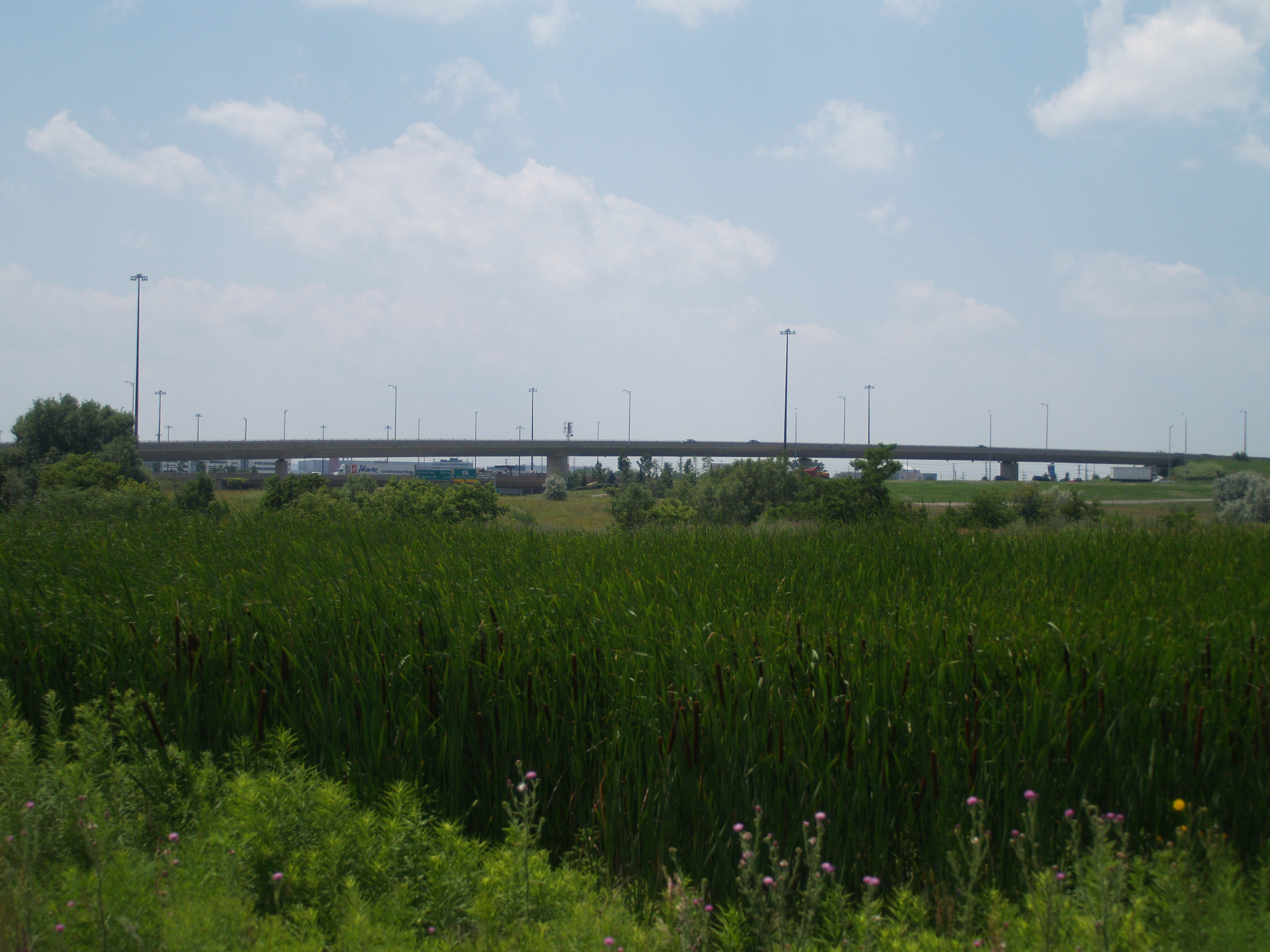
從427號公路南行線通往409號公路東行線的行車天橋於1990年代初落成，取代原有的交通燈平交路口

公路開通後，427號公路交匯處欠缺從該公路南行線通往409號公路東行線的行車天橋。當局在此設立交通燈平交路口：427號公路南行車流需等待該公路北行線上的交通燈轉紅後，才可左轉入匝道通往409號公路東行線。此為當時大多倫多市内等候時間最長的交通燈號。隨著該行車天橋於1990年代初落成，該平交路口亦隨之移除。（此交匯處其實亦欠缺從427號公路北行線通往409號公路西行線的匝道，但當局實際上無需設立此匝道，因為427號公路北行線已於機場道以南設有匝道直接前往皮爾遜機場的客運大樓，駕駛人士因此無需再轉上409號公路西行線來前往機場。）
大多倫多機場管理局於2000年從省政府購入427號公路以西的409號公路路段業權，以便機管局重建從公路通往客運大樓的連接路。縱雖如此，該路段仍屬409號公路的一部分。

## 出口列表
下列為409號公路沿線的出入口，排序從西至東。此公路沿線出口不設編號。
| 地方行政區 | 城鎮                        | 公里               | 目的地                     | 附註                                                                                |
| ---------- | --------------------------- | ------------------ | -------------------------- | ----------------------------------------------------------------------------------- |
| 皮爾區     | 密西沙加                    |                    | 多倫多皮爾遜國際機場       | 西行出口及東行入口                                                                  |
| 皮爾區     | 密西沙加                    | 0.0                | 皮爾區7號區道（機場道 / ） | 不設東行出口；西行入口不能通往皮爾遜機場1號客運大樓；東行入口不能通往子爵道和網絡道 |
| 皮爾區     | 密西沙加                    |                    | 子爵道 /                   | 不設西行入口；不能通往網絡道                                                        |
| 皮爾區     | 密西沙加                    |                    | 網絡道 /                   | 東行出口及西行入口；不能通往子爵道和機場道                                          |
| 皮爾區     | 密西沙加                    | 1.4                | 427號省道 、子爵道、機場道 | 427號公路北行不能通往409號公路西行                                                  |
| 多倫多     |                             | 1.4                | 427號省道 、子爵道、機場道 | 427號公路北行不能通往409號公路西行                                                  |
| 2.6        | 阿特威爾徑 /                | 東行出口及西行入口 |                            |                                                                                     |
| 4.1        | 馬田果園道 /                |                    |                            |                                                                                     |
| 5.2        | 貝爾菲爾德道 / 基柏齡大道 / | 西行出口及東行入口 |                            |                                                                                     |
| 5.6        | 401號省道 東行              | 東行出口及西行入口 |                            |                                                                                     |

## 外部連結
- 维基共享资源上的相關多媒體資源：安大略409號省道